# Demain, une oasis
Demain, une oasis est un roman de science-fiction écrit par Ayerdhal en 1992.

## Résumé
Que deviendra le monde dans quelques années ? Le Nord du monde est lancé dans la conquête de l'espace, et le Sud est abandonné et livré à lui-même pour s'en sortir, mais bloqué par toutes les réglementations internationales.
Un docteur vivant en Europe est enlevé et abandonné dans un village africain avec pour consigne d'aider les villageois.

## Récompense
- Grand prix de l'Imaginaire en 1993[1]